# 新城駅 (鹿児島県)
新城駅（しんじょうえき）は、鹿児島県垂水市新城にかつて設置されていた、日本国有鉄道（国鉄）大隅線の駅（廃駅）である。大隅線の廃止に伴い、1987年（昭和62年）3月14日に廃駅となった。

## 歴史
- 1961年（昭和36年）4月13日：古江線（後の大隅線）の古江駅 - 海潟駅（→海潟温泉駅）間開通に伴い、新設[1][2]。気動車の旅客のみを取り扱う駅員無配置駅[3]。
- 1987年（昭和62年）3月14日：大隅線の全線廃止に伴い、廃駅となる[1]。

## 駅構造
単式ホーム1面1線を有する駅であり、無人駅であった。ホーム上に待合所を併設する駅であったが、駅舎は無かった。

## 現在
駅跡地は垂水市の都市計画に基づき、新城鉄道記念公園として整備された。

## 隣の駅
日本国有鉄道
大隅線
古江駅 - 新城駅 - 諏訪駅